# Svart dammlöpare
Svart dammlöpare (Acupalpus exiguus) är en skalbaggsart som beskrevs av Pierre François Marie Auguste Dejean 1829. Svart dammlöpare ingår i släktet Acupalpus, och familjen jordlöpare. Arten är reproducerande i Sverige.

## Bildgalleri

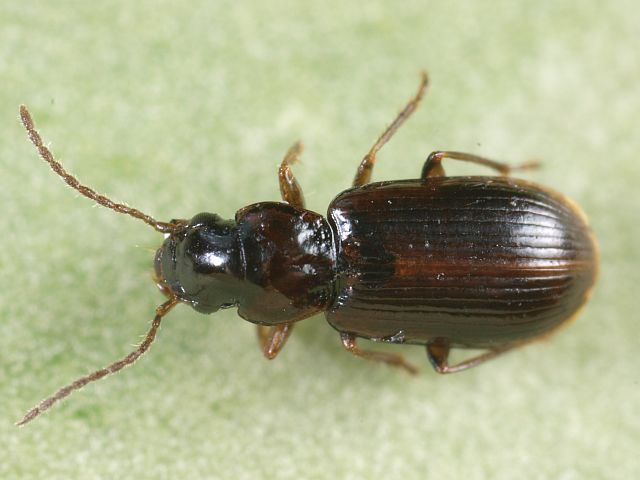